# Press (canción de Cardi B)
«Press» —en español: «Prensa»—, es una canción de la rapera estadounidense Cardi B, lanzada como sencillo el 31 de mayo de 2019 bajo el sello de Atlantic Records. Fue escrita por la intérprete y producida por Slade Da Monsta y Key Wane.
La canción tuvo un éxito moderado en los Estados Unidos, donde alcanzó el puesto 16 del Billboard Hot 100 y fue certificada con disco de platino por exceder la cifra de un millón de unidades vendidas en el país. Para promocionarla, Cardi lanzó un videoclip dirigido por Jora Frantzis el 26 de junio de 2019, además de haberla cantado en los BET Awards del mismo año.

## Recibimiento comercial
En los Estados Unidos, la canción alcanzó la posición 16 del Billboard Hot 100 tras haber debutado en la posición 6 del Digital Songs y la 10 del Streaming Songs. También llegó al puesto 5 del Hot Rap Songs y al 6 del Hot R&B/Hip-Hop Songs. Fue certificada con disco de platino por la Recording Industry Association of America (RIAA) luego de exceder el millón de unidades vendidas en territorio estadounidense. En el resto del mundo, ingresó al top 40 de las listas de Canadá, Irlanda y Nueva Zelanda.

## Promoción
Tras el lanzamiento de la canción, Cardi reveló a través de Twitter que el videoclip oficial sería publicado en junio de 2019. El vídeo, el cual fue dirigido por Jora Frantzis, fue publicado en su canal de YouTube el 26 de dicho mes. En este, Cardi enfrenta un juicio que es ampliamente seguido por la prensa. Por otra parte, Cardi la cantó en vivo en los BET Awards celebrados esa semana, donde además interpretó «Clout» junto a su esposo, el rapero Offset.

## Posicionamiento en listas

### Semanales
| Australia      | Australian Singles Chart | 65 |
| Canadá         | Canadian Hot 100         | 37 |
| Estados Unidos | Billboard Hot 100        | 16 |
| Estados Unidos | Digital Songs            | 7  |
| Estados Unidos | Streaming Songs          | 10 |
| Estados Unidos | Hot Rap Songs            | 5  |
| Estados Unidos | Hot R&B/Hip-Hop Songs    | 6  |
| Estados Unidos | Rhythmic                 | 18 |
| Irlanda        | Irish Singles Chart      | 38 |
| Nueva Zelanda  | NZ Top 40 Singles Chart  | 36 |
| Reino Unido    | UK Singles Chart         | 44 |

### Anuales
| Estados Unidos | Hot R&B/Hip-Hop Songs | 55 |

### Certificaciones
| País           | Organismo certificador | Certificación | Ventas certificadas | Ref.  |
| -------------- | ---------------------- | ------------- | ------------------- | ----- |
| Estados Unidos | RIAA                   | Platino       | 1 000               | [ 3 ] |